# Banco de Escocia (Irlanda)
El Banco de Escocia (Irlanda) es un banco afincado en la República de Irlanda y poseído por el Banco de Escocia. Forma parte del HBOS. También tiene operaciones dentro de Irlanda del Norte, basado en el banco Halifax en el centro de la ciudad. 
Desde el 27 de noviembre de 2006 sus operaciones al por menor se han calificado como  Halifax , aunque el nombre de la compañía no ha cambiado.
- Datos: Q5718079